# 戴维·布兰克特
戴维·布兰克特（英語：David Blunkett, Baron Blunkett，1947年6月7日—），英国工党政治人物，生于谢菲尔德贫困家庭，自幼失明，曾担任下议院议员达25年，1997年布莱尔担任首相时升任教育大臣，后担任内政大臣及就業及退休保障大臣。